# Slovenska republiška liga 1966-1967
La Slovenska republiška nogometna liga 1966./67. (it. "Campionato calcistico della Repubblica di Slovenia 1966-67") fu la diciannovesima edizione del campionato della Repubblica Socialista di Slovenia. In questa stagione era nel terzo livello della piramide calcistica jugoslava.
Il campionato venne vinto dallo ŽNK Lubiana, al suo terzo titolo nella competizione. Questa vittoria diede ai lubianesi l'accesso agli spareggi per la promozione in Druga Liga 1967-1968.
Il capocannoniere del torneo fu Matjaž Zupančič, dello Svoboda, con 26 reti.

## Squadre partecipanti
| Squadra         | Città         | Stagione 1965-66 | Stagione 1965-66  |
| Squadra         | Città         | Pos.             | Divisione         |
| --------------- | ------------- | ---------------- | ----------------- |
| Slovan          | Lubiana       | 18°              | Druga liga Ovest  |
| Triglav         | Kranj         | 2°               | Slovenska zona    |
| Železničar (Ce) | Celje         | 3°               | Slovenska zona    |
| ŽNK             | Lubiana       | 4°               | Slovenska zona    |
| Rudar (Tr)      | Trbovlje      | 5°               | Slovenska zona    |
| Železničar (Mb) | Maribor       | 6°               | Slovenska zona    |
| Gorica          | Nova Gorica   | 7°               | Slovenska zona    |
| Mura            | Murska Sobota | 8°               | Slovenska zona    |
| Branik          | Maribor       | 9°               | Slovenska zona    |
| Slavija Vevče   | Lubiana       | 1°               | Zonska liga Ovest |
| Svoboda         | Lubiana       | 2°               | Zonska liga Ovest |
| Kovinar         | Maribor       | 1°               | Zonska liga Est   |

## Classifica
|  | Pos. | Squadra            | Pt | G  | V  | N | P  | GF | GS | DR  |
|  | ---- | ------------------ | -- | -- | -- | - | -- | -- | -- | --- |
|  | 1.   | ŽNK Lubiana        | 32 | 22 | 14 | 4 | 4  | 61 | 30 | +31 |
|  | 2.   | Mura               | 28 | 22 | 12 | 4 | 6  | 63 | 43 | +20 |
|  | 3.   | Železničar Maribor | 28 | 22 | 12 | 4 | 6  | 47 | 28 | +19 |
|  | 4.   | Slavija Vevče      | 28 | 22 | 12 | 4 | 6  | 41 | 29 | +12 |
|  | 5.   | Železničar Celje   | 24 | 22 | 9  | 6 | 7  | 45 | 28 | +17 |
|  | 6.   | Gorica             | 23 | 22 | 9  | 5 | 8  | 30 | 29 | +1  |
|  | 7.   | Svoboda            | 22 | 22 | 10 | 2 | 10 | 51 | 50 | +1  |
|  | 8.   | Rudar Trbovlje     | 22 | 22 | 9  | 4 | 9  | 39 | 47 | −8  |
|  | 9.   | Triglav            | 20 | 22 | 9  | 2 | 11 | 33 | 36 | −3  |
|  | 10.  | Kovinar Maribor    | 20 | 22 | 9  | 2 | 11 | 40 | 50 | −10 |
|  | 11.  | Branik Maribor     | 9  | 22 | 2  | 5 | 15 | 24 | 64 | −40 |
|  | 12.  | Slovan Lubiana     | 8  | 22 | 2  | 4 | 16 | 24 | 64 | −40 |

Legenda:
  Ammesso agli spareggi per la Druga Liga 1967-1968.
      Promosso in Druga Liga 1967-1968.
      Retrocesso nella divisione inferiore.
Note:
Due punti a vittoria, uno a pareggio, zero a sconfitta.
Nell'estate 1967 si fondono Železničar Celje e NK Celje.

## Spareggi-promozione
Il ŽNK Lubiana ha affrontato il RNK Spalato (1° in Dalmatinska zona). Dopo aver perso l'andata per 2–5 , si è imposto nel ritorno per 3–0 (reti di "Miki" Džaferović, Alojz Škufca e Blaž Frič), ma dato che non valeva la regola dei gol in trasferta, si è ricorso ai tiri di rigore, dove si sono imposti gli spalatini.
| Squadra 1   | Totale | Squadra 2   | Andata | Ritorno |
| ----------- | ------ | ----------- | ------ | ------- |
|             |        |             |        |         |
| RNK Spalato | 5 – 5  | ŽNK Lubiana | 5 – 2  | 0 – 3   |

## Divisione inferiore
Avrebbero dovuto essere promosse solo le vincitrici dei due gironi, ma la fusione fra le due squadre di Celje ha liberato un posto: è stato così disputato uno spareggio fra le due seconde classificate, e lo Hrastnik ha vinto entrambe le gare.
| Girone                                                                  | Vincitore      | 2º posto | 3º posto    |
| ----------------------------------------------------------------------- | -------------- | -------- | ----------- |
| Zonska liga Est                                                         | Kladivar Celje | Šoštanj  | Olimp Celje |
| Zonska liga Ovest                                                       | Koper          | Hrastnik | Izola       |
| In grassetto le squadre promosse in Slovenska republiška liga 1967-1968 |                |          |             |